# Elifcan Ongurlar
Elifcan Ongurlar (Esmirna, 7 de junio de 1993) es una actriz turca, conocida por interpretar el papel de Çilem Akan en la serie Sevgili Geçmiş.

## Biografía
Elifcan Ongurlar nació el 7 de junio de 1993 en Esmirna (Turquía), desde temprana edad mostró inclinación por la actuación.

## Carrera
Elifcan Ongurlar se graduó de la Universidad de Beykent en Estambul con una licenciatura en arte dramático. En 2010 y 2011 hizo su primera aparición como actriz con el papel de Defne en la serie Leyla ile Mecnun. En 2012 interpretó el papel de Ayse en la película Atesin Düstügü Yer dirigida por Ismail Günes.
En 2012 y 2013, fue elegida como Seher en la serie Kayip Sehir. En 2015, ocupó el papel de Mine en la serie Kara Ekmek. Al año siguiente, en 2016, interpretó el papel de Fikret Gallo en la serie Kiralik Ask. En 2017 y 2018 interpretó el papel de Sumru en la serie Kizlarim için.
En 2019 fue elegida para interpretar el papel de Çilem Akan en la serie de Star TV Sevgili Geçmiş y donde actuó junto a actrices como Ece Uslu, Sevda Erginci, Melis Sezen y Özge Özacar. En 2021 y 2022 interpretó el papel de Bahar en la serie Leyla ile Mecnun. En 2023 actuó en la película Kadinlara Mahsus dirigida por Serdar Akar.

## Filmografía

### Cine
| Año  | Título             | Personaje | Director     |
| ---- | ------------------ | --------- | ------------ |
| 2012 | Atesin Düstügü Yer | Ayse      | Ismail Günes |
| 2023 | Kadinlara Mahsus   |           | Serdar Akar  |

### Televisión
| Año       | Título           | Personaje    | Notas        |
| --------- | ---------------- | ------------ | ------------ |
| 2011      | Aşk ve Ceza      | Defne        |              |
| 2012-2013 | Kayip Sehir      | Seher        | 26 episodios |
| 2015      | Kara Ekmek       | Mine         | 36 episodios |
| 2016      | Kiralik Ask      | Fikret Gallo | 13 episodios |
| 2017-2018 | Kizlarim için    | Sumru        | 13 episodios |
| 2019      | Sevgili Geçmiş   | Çilem Akan   | 8 episodios  |
| 2021-2022 | Leyla ile Mecnun | Bahar        | 27 episodios |

## Premios y reconocimientos
Premios de Teatro y Cine Sadri Alisik
| Año  | Categoría          | Trabajo            | Resultado |
| ---- | ------------------ | ------------------ | --------- |
| 2013 | Actriz prometedora | Atesin Düstügü Yer | Ganadora  |